# دیکیرش (کانتون)
ایالت دیکیرش (به لاتین: Diekirch Canton) کانتونی در کشور لوکزامبورگ است که در Diekirch District واقع شده‌است.

## خصوصیات
دیکیرش ۲۰۴٫۵۱ کیلومترمربع مساحت و ۲۷٬۶۳۴ نفر جمعیت دارد.